# (2847) Parvati
(2847) Parvati (1959 CC1; 1931 OE; 1940 EA; 1941 SE; 1941 SV; 1960 SF; 1969 KG; 1973 SR2; 1975 BY; 1975 EN; 1979 QZ6) ist ein ungefähr sieben Kilometer großer Asteroid des inneren Hauptgürtels, der am 1. Februar 1959 am Lowell-Observatorium in Flagstaff, Coconino County in Arizona (IAU-Code 690) entdeckt wurde.

## Benennung
(2847) Parvati wurde nach der hinduistischen Göttin Parvati benannt, die als Frau von Shiva, nach dem der Asteroid (1170) Siva benannt wurde, gilt. Sie wird oft als schöne junge Frau an Shivas Seite dargestellt und von ihm in Askese und Tanzen unterrichtet.